# Jean Bécourt-Foch
Jean Bécourt-Foch est un officier français, né le 19 août 1911 à Ploujean (Finistère), mort pour la France le 15 août 1944 à Misserghin (Algérie-Oran).

## Biographie
Petit-fils du maréchal Ferdinand Foch par sa mère Marie Foch, fils du capitaine Paul Bécourt tué à l'ennemi le 22 août 1914, Jean Bécourt-Foch a la vocation des armes. Il fait ses études au Prytanée national militaire. Il est reçu à Saint-Cyr en 1932 et fait l'École de cavalerie de Saumur. Ayant rejoint l'armée de l'air en 1939, il est breveté pilote en avril 1940.
Le capitaine Jean Bécourt-Foch ne se résout pas à l'armistice. "Désormais, il m'était impossible de rester en France. Il fallait vaincre ou périr" écrit-il dans ses mémoires. Il s'embarque dès le 24 juin 1940 pour l'Angleterre et s'engage dans les Forces françaises libres. Il est à Dakar le 23 septembre 1940 au sein de la délégation de parlementaires du capitaine de frégate Georges Thierry d'Argenlieu et est mitraillé par les forces de Vichy. 

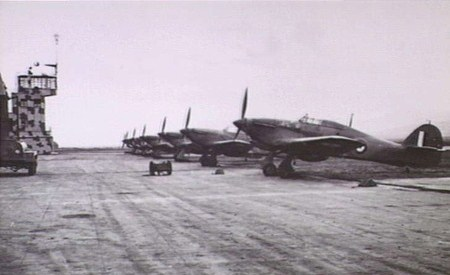
chasseurs Hawker Hurricane du 451 Sqn de la RAAF à Rayak, en 1942.

Il est envoyé en mission à Douala, au Cameroun, au Tchad, en Égypte, en Irak, en Rhodésie, en Palestine, puis en Syrie où il est nommé commandant adjoint de la base aérienne de Damas. Il est affecté en mai 1942 au 451 Squadron de la Royal Australian Air Force basé à Rayak (Liban). 
Détaché au 208 Squadron de la Royal Air Force en septembre 1942, Jean-Bécourt-Foch participe à la campagne d’Égypte comme pilote observateur et s'y illustre par sa bravoure et son efficacité. Son avion est atteint par un obus à la fin de la seconde bataille d'El Alamein et il est gravement touché au bras droit. 

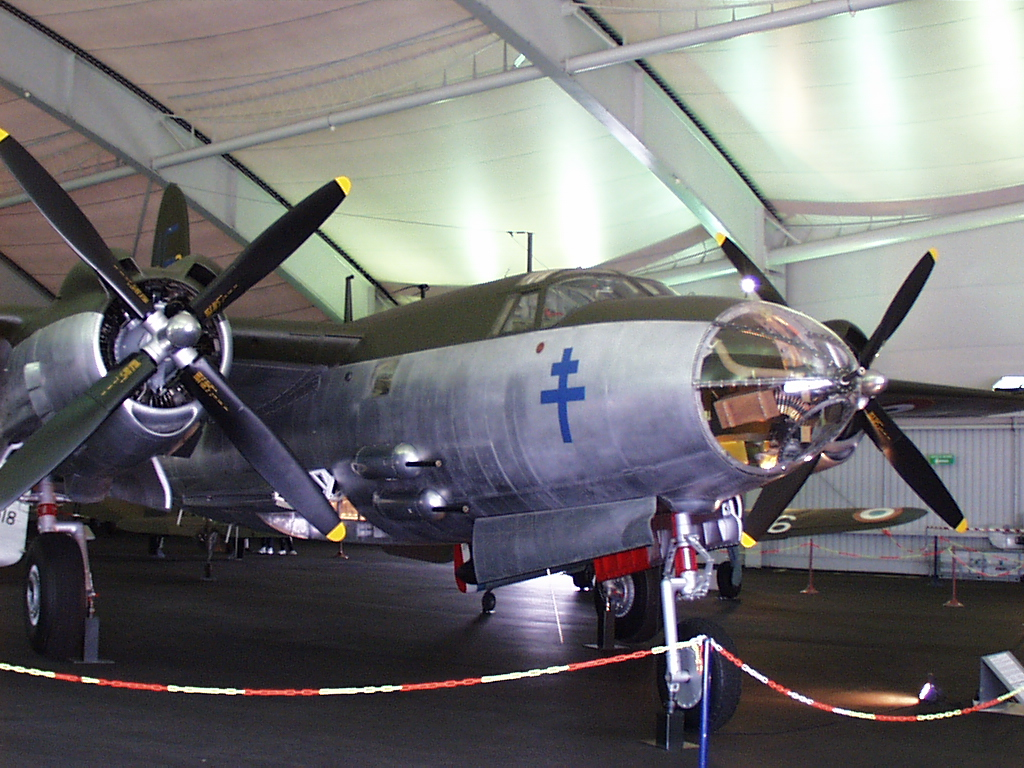
Martin B-26 Marauder des Forces aériennes françaises libres au musée du Bourget

Affecté au 117 Squadron de la RAF, il participe aux opérations de couverture aérienne autour de l'ile de Malte. Il est de nouveau blessé à l’œil en avril 1943 à Malte. En décembre 1943, il est promu au grade de commandant, et est affecté au groupe de bombardement 2/63 "Sénégal" comme commandant en second, lors de la constitution de la 34e escadre de bombardement moyen.
Lors des préparatifs au Débarquement de Provence, Jean-Bécourt-Foch trouve la mort près d'Oran le 15 août 1944, à 32 ans, avec les sept membres de son équipage, au cours d'un vol d’entraînement sur B26 Marauder. Il repose au cimetière du Petit Lac à Oran.
Il est fait compagnon de la Libération à titre posthume (décret du 21 novembre 1944). La croix a été remise à son tout jeune fils par le général Kœnig au cours d'une prise d'armes en 1946 à Baden-Baden.

## Mariage et descendance
Jean Bécourt-Foch épouse en 1935 Colette Houdemon (1913-1989), la fille du général d’armée aérienne Jean Houdemon. 3 enfants naissent de cette union. 

## Décorations
- Chevalier de la Légion d'honneur[Quand ?]

- Compagnon de la Libération à titre posthume par décret du 21 novembre 1944[7]
- Croix de guerre 1939–1945, palme de bronze
- Médaille de la Résistance française avec rosette par décret du 11 mars 1947[8]

- Médaille coloniale avec agrafes "Libye" et "Tripolitaine"

- Médaille commémorative des services volontaires dans la France libre